# Morlacco (formaggio)
Il Morlacco (Morlac in veneto settentrionale), o Burlacco, è un formaggio tradizionale veneto, tutelato anche attraverso un presidio Slow Food, prodotto nell'area del massiccio del Grappa, comprendente vari Comuni delle province di Belluno, Treviso e Vicenza.
La denominazione è riferita ai Morlacchi, antica popolazione delle Alpi Dinariche, ormai quasi estinta, un tempo dedita alla pastorizia e depositaria dell'originario metodo produttivo di questo formaggio.
I pastori del monte Grappa usavano fare un formaggio di latte vaccino tenero, magro, a pasta cruda, che prendeva il nome dalla loro terra d'origine, la balcanica Morlacchia. Il latte era quello delle vacche Burline, unica razza bovina del Veneto, che sta rischiando di scomparire. Oggi il Morlacco è prodotto ancora in alpeggio con il latte scremato della mungitura serale, al quale si aggiunge quello intero munto il mattino. Dopo 15 giorni è pronto, ma può essere consumato entro tre mesi.